# گونگدئوک-دونگ
گونگدئوک-دونگ (به لاتین: Gongdeok-dong) یک منطقهٔ مسکونی در کره جنوبی است که در Mapo District واقع شده‌است.